# Mercheros
Die Mercheros (etwa „Trödler, Händler“), traditionell auch als Quinqui bezeichnet, sind eine seit dem 17. Jahrhundert bezeugte soziale Randgruppe in Spanien, deren Vertreter nomadisierend oder halbsesshaft lebten und noch vielfach als Hausierer mobilen Gewerben nachgehen (quincalleros „Blechwarenhändler, Kesselflicker“). Weil das Wort quinqui auch verallgemeinernd für „Landstreicher, Herumtreiber, Strolch“ verwendet wird, ziehen die Quinqui die neutrale Bezeichnung merchero vor.
Ihre Sondersprache (ISO 639-3: quq) ist ein dem deutschen Rotwelsch vergleichbarer Argot auf der Grundlage des Spanischen, die mit kastilischen Archaismen und Wortschatzanteilen aus dem Baskischen, Erromintxela und Romani arbeitet (vergleiche die Caló-Sprache). Die Mercheros oder Quinqui verstehen sich selbst nicht als gitanos (Roma).
Auf internationaler politischer Ebene werden die Quinqui mit vergleichbaren Gruppen anderer Länder unter der Sammelbezeichnung Travellers oder gens de voyage (Fahrendes Volk) vertreten, unter anderem in folgenden Organisationen: European Roma and Traveller Forum in Straßburg, Europarat, OSZE. Auch in der Antiziganismus-Forschung werden sie und ihre gesellschaftliche Diskriminierung untersucht.
Einer der bekanntesten Quinqui ist Eleuterio Sánchez Rodríguez (* 1942), genannt „El Lute“, ein ehemaliger spanischer Dieb und Ausbrecher und heutiger Rechtsanwalt und Autor. Auch José Agudo (1940–2023), der als Bewohner der Slums von Madrid in den 1960er Jahren Kiko Argüello begegnete, Gründungsmitglied der Kikos und einer der ersten Laienmissionare des Neokatechumenalen Weges wurde, war Quinqui.